# Heron Developments

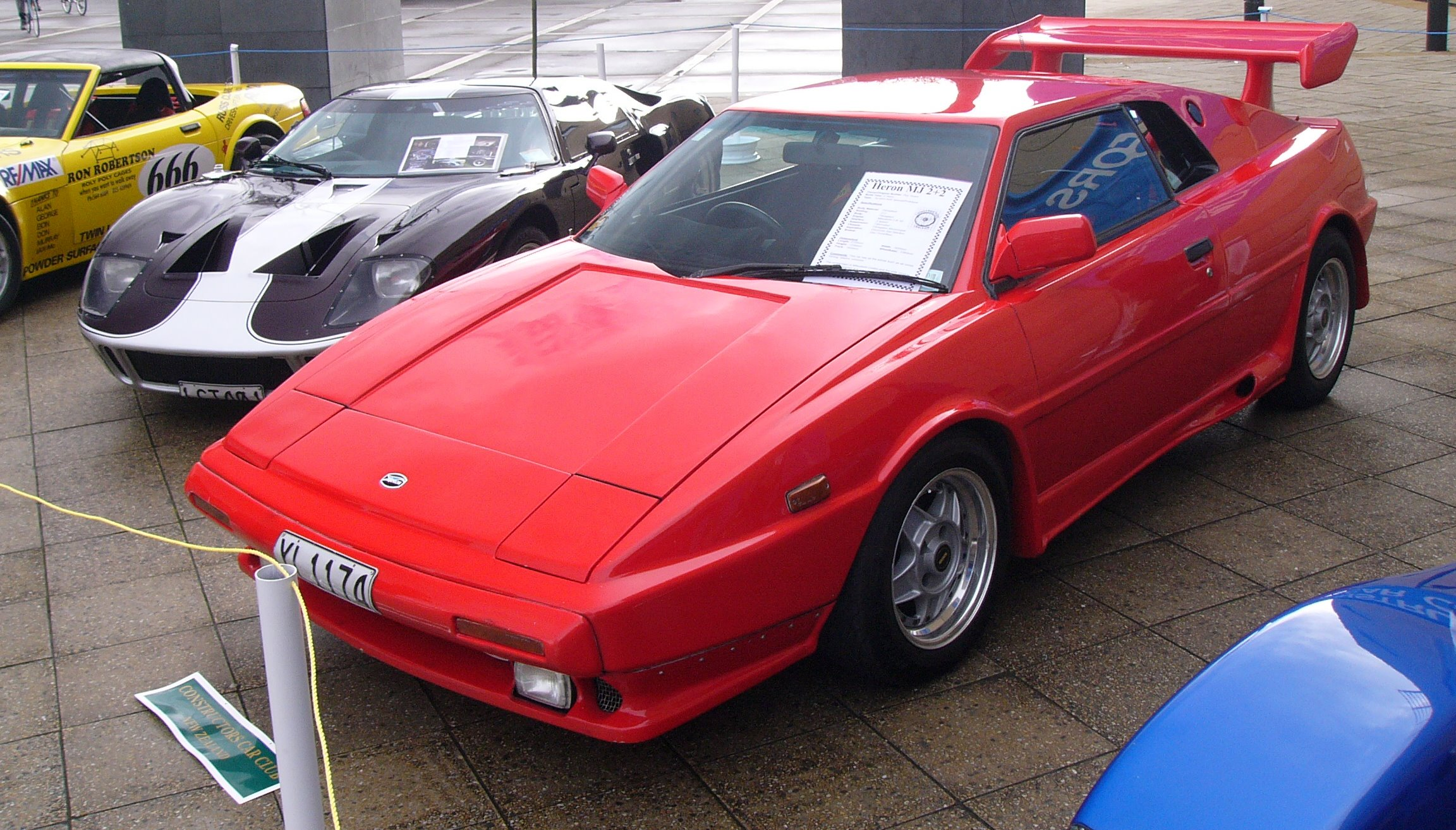
Heron

Heron Developments Limited war ein neuseeländischer Hersteller von Automobilen.

## Unternehmensgeschichte
Ross Baker gründete 1962 das Unternehmen in Rotorua. Er begann spätestens 1965 mit der Produktion von Rennwagen. Zwischen 1983 und 1990 kamen straßenzugelassene Automobile dazu. Der Markenname lautete Heron. 1999 endete die Produktion.

## Fahrzeuge
Der Mk 1 von 1965 ähnelte dem Lotus 23 und hatte einen Vierzylindermotor von Ford mit 1500 cm³ Hubraum.
Der darauf folgende Mk 2 war für die Aufnahme des Sechszylinder-Boxermotors des Chevrolet Corvair konzipiert. Die beiden hergestellten Fahrzeuge erhielten dann jedoch V8-Motoren vom Daimler SP 250 bzw. Ford.
1983 erschien der MJ 1. Dies war ein zweisitziges Coupé mit einer Karosserie aus Fiberglas. Ein Vierzylindermotor von Fiat mit OHC-Ventilsteuerung und 1600 cm³ Hubraum war hinter den Sitzen in Mittelmotorbauweise angeordnet. Das Getriebe hatte vier Gänge. Modellpflege führte zu einem größeren Motor mit 2000 cm³ Hubraum sowie zu einem Fünfganggetriebe. Bis 1985 entstanden 24 Fahrzeuge. Zu diesem Zeitpunkt wurde auf einen Motor vom Ford Telstar bzw. Mazda 626 umgestellt.
1989 ergänzte der technisch identische MJ 2 das Sortiment. Das Fahrzeug war etwas länger und bot Platz für 2 + 2 Sitze.